# Сбега
Сбега́ — посёлок железнодорожной станции в Могочинском районе Забайкальского края России. Административный центр сельского поселения «Сбегинское».

## География
Посёлок находится в юго-западной части района, на левом берегу реки Чёрный Урюм, вблизи места слияние его с рекой Белый Урюм, на расстоянии примерно 93 километров (по прямой) к юго-западу от города Могоча. Абсолютная высота — 527 метров над уровнем моря.
Климат
Климат характеризуется как резко континентальный, с морозной продолжительной зимой и коротким относительно тёплым летом. Средняя температура самого тёплого месяца (июля) составляет 20 — 27 °С (абсолютный максимум — 44 °С). Средняя температура самого холодного месяца (января) — −28 — −32 °С (абсолютный минимум — −53 °С). Годовое количество осадков — 400—600 мм.
Название
По одной версии, название посёлка возникло из-за беглых каторжников, которые останавливались в этих местах. По другой — так как рядом сбегаются реки Черный и Белый Урюм.

## История
Основана в 1908 году при строительстве Западно-Амурской железной дороги. По состоянию на 1911 год в посёлке действовали школа, санитарный барак и метеостанция. 
В Сбегах побывал норвежский полярный исследователь Фритьоф Нансен, и в библиотеке местной школы хранятся его воспоминания.

## Население
| 1989 | 2002  | 2010  | 2021  |
| ---- | ----- | ----- | ----- |
| 1731 | ↘1532 | ↗1712 | ↘1563 |

Половой состав
По данным Всероссийской переписи населения 2010 года в гендерной структуре населения мужчины составляли 47,8 %, женщины — соответственно 52,2 %.
Этнический состав
Согласно результатам переписи 2002 года, в этнической структуре населения русские составляли 98 % из 1532 чел.

## Инфраструктура
В селе функционируют средняя общеобразовательная школа, сельский клуб, фельдшерско-акушерский пункт и отделение Почты России.
Школа находится в аварийном состоянии. Здание построено из шлакозаливного материала и разваливается. В последний раз оно ремонтировалось в 1965 году.

## Улицы
Уличная сеть посёлка состоит из двадцати улиц.